# Pterolophia albanina
Pterolophia albanina là một loài bọ cánh cứng trong họ Cerambycidae.